# Joe Hutton
Joseph Warren Hutton, detto Joe (Excelsior, 6 ottobre 1928 – Bloomington, 20 ottobre 2009), è stato un cestista e allenatore di pallacanestro statunitense, professionista nella NBA.

## Carriera
Venne selezionato dai Minneapolis Lakers al settimo giro del Draft NBA 1950 (80ª scelta assoluta).

## Palmarès
- Campionato NBA: 1

Minneapolis Lakers: 1952